# أسامة عثمان عوض الكريم
أُسامَة عُثْمان عَوَض الكريم عالم فيزياء سوداني. أستاذ الفيزياء بكلية العلوم الهندسية والرياضيات، جامعة ولاية بنسلفانيا.

## مقتبسات من حياته
ولد الدكتور أسامة عثمان عوض الكريم في عام 1953 بولاية نهر النيل وتحديداً من مناطق كبوشية و شندي و المتمة 

## التعليم
- درس الابتدائية بمدرسة الاتحاد الاولية بالخرطوم "2" ثم المرحلة الوسطى بالخرطوم جنوب الاميرية ثم المرحلة الثانوية بمدرسة الخرطوم الثانوية القديمة .[3]
- تخرج في كلية العلوم قسم الفيزياء – جامعة الخرطوم عام 1977 .[3]
- نال درجة الدكتوراه في الفيزياء من جامعة ريدنج (بالإنجليزية: University of Reading)‏ - بريطانيا .

## المناصب العلمية
- محاضرا بجامعة الخرطوم 1982 يناير- يناير 1987 .[4]
- باحث في جامعة لينشوبينغ (بالإنجليزية: Linkoping University)‏ في السويد.[4]
- باحث في مركز الدفاع السويدي 1987يناير -1992يناير.[4]
- مستشار العلوم والتكنولوجيا - بمكتب الشئون الأفريقية بوزارة الخارجية الأمريكية[5]
- بروفيسور في شعبة علوم الهندسة والميكانيكا في جامعة ولاية بنسلفانيا (بالإنجليزية: Pennsylvania State University)‏- متخصص في مجال الفيزياء التطبيقية.[6]

## مستشار في الخارجية الأميركية
اختارته وزارة الخارجية الأميركية ضمن خمسة علماء مستشارين لوزير الخارجية الأمريكي.

## الإنجازات العلمية
معظم ابحاثه في مجالات تشمل البحوث الخاصة بالمواد الإلكترونية وأنظمة الناتو مايكروإليكترونية و علم النانو تكنولوجي.

## الجوائز والتكريمات
حصل أسامة عثمان عوض الكريم على عدد من الجوائز منها:
- جائزة شل .[8]
- جائزة الدولة في السودان.[8]

## كتب نشرت له في مجاله
- وقائع الندوة حول تكنولوجيا تكامل مقياس جيجا للاجتماع التقني السنوي الخامس والثلاثين لجمعية العلوم الهندسية .[9]
- Microsensors ، MEMS ، والأجهزة الذكية .[9]